# Wollershausen
Wollershausen település Németországban, azon belül Alsó-Szászország tartományban. Lakosainak száma 465 fő (2023. december 31.).

## Népesség
A település népességének változása:
| Lakosok száma | 544  | 499  | 492  | 512  | 493  | 465  |
|               | 2016 | 2017 | 2019 | 2021 | 2022 | 2023 |